# Liaodong
Liaodong, opkaldt efter Liaodonghalvøen, var en historisk provins i det nordlige Kina. Den ligger nord for det Gule Hav og afgrænser dette fra den store havbugt Bóhăihavet. I 1954 blev den, provinsen Liaoxi og byerne Shenyang, Luda, Anshan, Fushun og Benxi lagt sammen for at danne den nye provins Liaoning. Året efter blev nogle dele af den tidligere provins Rehe lagt til.
Under kulturrevolutionen blev også dele af Indre Mongoliet lagt til Liaoning, men de blev ført tilbage senere.
40°0′N 122°30′Ø / 40.000°N 122.500°Ø